# Koenraad Degroote
Pour les articles homonymes, voir Degroote.
Koenraad E.M. Degroote, né à Courtrai le 30 septembre 1959 est un homme politique belge flamand, membre de la N-VA. Il est actuellement bourgmestre de Dentergem et membre de la Chambre des représentants.

## Études et carrière professionnelle
Il étudie le droit à l'Université de Gand et obtient sa licence en 1982.  Il est actuellement avocat au sein d'un cabinet qu'il partage avec son épouse.

## Carrière politique

### Commune de Dentergem
Aux élections communales de 1982, il est candidat sur la liste Groep 82 et est élu conseiller communal de Dentergem.  Aux élections communales de 1988, il mène sa propre liste intitulée Nu Eendracht et devient bourgmestre. Il conserve son mandat aux élections de 1994 et 2000.  En 2006, sa liste Eendracht obtient la majorité absolue avec douze sièges au conseil communal contre sept à la liste Stap 4. En 2012, le résultat est le même.

### Député fédéral
Lors des élections législatives du 13 juin 2010, il est candidat en 4e position sur la liste NVA pour la Flandre occidentale menée par le ministre flamand Geert Bourgeois. Il obtient 11145 voix de préférence, soit le 3e score de la liste et il est élu député fédéral en compagnie de Geert Bourgeois (45848 voix, remplacé par le 1er suppléant Bert Maertens, 8083 voix), Daphné Dumery (13717 voix) et Manu Beuselinck (10466 voix). A la Chambre des représentants, il devient membre de la Commission de l'Intérieur, des Affaires générales et de la Fonction publique ainsi que vice-président de la Commission spéciale chargée de l'accompagnement parlementaire du comité permanent de contrôle des services de police.
En janvier 2011, il crée une polémique avec la ministre de l'Intérieur Annemie Turtelboom : selon lui, la politique de fusion des zones de police est un échec, puisque leur nombre est seulement passé de 196 à 195 grâce à la fusion des zones de Lanaken et de Massmechelen.  La ministre a répondu que si la fusion des zones de police avait été rendue possible en 2009, elle n'avait en revanche pas promis de grandes fusions et elle accuse le député de méconnaitre le dossier.